# Homeomorfizm

Kubek i torus są homeomorficzne – można przekształcić jeden w drugi bez rozrywania i sklejania

Homeomorfizm, izomorfizm topologiczny – bijekcja pomiędzy przestrzeniami topologicznymi, która jest ciągła oraz której funkcja odwrotna również jest ciągła. O przestrzeniach, pomiędzy którymi istnieje homeomorfizm, mówi się, że są homeomorficzne. Z punktu widzenia topologii, przestrzenie takie są nierozróżnialne.
Homeomorfizmy są izomorfizmami w kategorii przestrzeni topologicznych.
Nazwę tę wprowadził najpóźniej Henri Poincaré w 1892 roku, w pracy Analysis Situs, jednak używał węższego znaczenia. Powyższa definicja ugruntowała się i rozpowszechniła w latach 30. XX wieku.

## Definicja homeomorfizmu
Niech {\displaystyle (X,\tau _{X})} oraz {\displaystyle (Y,\tau _{Y})} będą dwiema przestrzeniami topologicznymi. Funkcję
{\displaystyle f\colon X\to Y}
nazywa się homeomorfizmem, gdy:
1. {\displaystyle f} jest bijekcją,
2. {\displaystyle f} jest funkcją ciągłą,
3. {\displaystyle f^{-1}\colon Y\to X} jest funkcją ciągłą.

### Uwaga
Założenie ciągłości funkcji odwrotnej w powyższej definicji jest istotne, ponieważ istnieją nieciągłe funkcje odwrotne do ciągłych bijekcji.
Niech {\displaystyle \mathbb {S} ^{1}} będzie okręgiem jednostkowym z topologią dziedziczoną z płaszczyzny oraz niech
{\displaystyle f\colon [0;\ 2\pi )\to \mathbb {S} ^{1}}
będzie funkcją daną wzorem
{\displaystyle f(\phi )=(\cos \phi ,\ \sin \phi )\quad (\phi \in [0,2\pi )).}
Funkcja {\displaystyle f} jest ciągłą bijekcją. Jednak funkcja do niej odwrotna nie jest ciągła w punkcie (1,0), gdyż {\displaystyle f^{-1}((1,0))=0,} ale obraz żadnego otwartego łuku otaczającego punkt (1,0) nie jest zawarty w otoczeniu {\displaystyle [0;{\tfrac {1}{2}})} punktu {\displaystyle \phi =0}.

## Homeomorfizm a dyfeomorfizm
Szczególnym przypadkiem homeomorfizmu jest dyfeomorfizm, który można rozpatrywać, jeśli dziedzina i przeciwdziedzina są rozmaitościami różniczkowymi. Dyfeomorfizm jest homeomorfizmem klasy {\displaystyle C^{k},} którego odwrotność również jest funkcją klasy {\displaystyle C^{k}.} W szczególności istnieją rozmaitości, które są homeomorficzne, ale nie dyfeomorficzne.

## Homeomorfizm a izometria
Homeomorfizm w ogólności nie zachowuje odległości między punktami (gdyż dopuszcza dowolne rozciąganie i ściskanie), w odróżnieniu od izometrii. Izometria jest więc szczególnym przypadkiem homeomorfizmu.
Przykłady:
1) Wgniecenie płaskiej membrany bębna jest homeomorfizmem, lecz nie jest izometrią.
2) Dowolne przesunięcie w {\displaystyle \mathbb {R} ^{n}}jest izometrią. 

## Twierdzenia o homeomorfizmach
Wprost z definicji homeomorfizmu wynikają twierdzenia:
- Złożenie homeomorfizmów jest homeomorfizmem.
- Funkcja odwrotna do homeomorfizmu jest homeomorfizmem.
- Każda funkcja tożsamościowa jest homeomorfizmem, o ile na dziedzinie i przeciwdziedzinie rozważana jest ta sama topologia.

## Niezmienniki topologiczne
Niezmienniki topologiczne to własności przestrzeni topologicznych, które są zachowywane przy przekształceniach homeomorficznych.
Do niezmienników należą m.in. domkniętość, otwartość, zwartość, ośrodkowość, spójność, charakterystyka Eulera.
Niezmienniki służą jako narzędzie do badania przestrzeni topologicznych, w szczególności rozmaitości. Np.
- jeżeli rozmaitości mają różne charakterystyki Eulera, to są topologicznie różne,
- jeżeli rozmaitości mają taką samą charakterystykę Eulera, to nie przesądza, czy są homeomorficzne czy nie (np. butelka Kleina i wstęga Möbiusa mają charakterystykę Eulera równą 0, ale nie są równoważne topologicznie).

## Przykłady
1. Okrąg jest homeomorficzny z dowolną łamaną zamkniętą zwyczajną. Koło jest homeomorficzne z dowolnym wielokątem.
2. Okrąg nie jest homeomorficzny z żadnym przedziałem domkniętym.
Dowód. Jeżeli {\displaystyle f\colon [a,b]\to \mathbb {S} ^{1}} jest homeomorfizmem pomiędzy odcinkiem {\displaystyle [a,b]} a okręgiem {\displaystyle \mathbb {S} ^{1},} to obcięcie
{\displaystyle f|_{(a,b)}\colon (a,b)\to \mathbb {S} ^{1}\setminus \{f(a),f(b)\}}
jest funkcją ciągłą. Przedział {\displaystyle (a,b)} jest spójny, więc z ciągłości obraz zbioru {\displaystyle (a,b)} poprzez {\displaystyle f} jest również spójny. Funkcja {\displaystyle f} jest różnowartościowa, więc {\displaystyle f(a)\neq f(b),} a okrąg po usunięciu dwóch punktów przestaje być przestrzenią spójną, sprzeczność.
3. Dowolne dwa odcinki otwarte są homeomorficzne ze sobą.
4. Przedział {\displaystyle (-1,1)} jest homeomorficzny z całą prostą rzeczywistą. Z powyższego wynika zatem, każdy przedział otwarty jest homeomorficzny z całą prostą.
Dowód. Funkcja dana wzorem
{\displaystyle f(x)={\frac {2}{\pi }}\cdot \operatorname {arctg} \,x}
jest ciągłą bijekcją, której funkcja odwrotna jest również ciągła.
5. Sfera {\displaystyle \mathbb {S} ^{2}}(powierzchnia trójwymiarowej kuli) jest homeomorficzna z powierzchnią wielościanu (nie mylić z wielościanem jako przestrzenią homeomorficzną z realizacją geometryczną kompleksu symplicjalnego).
6. Żadne dwie przestrzenie spośród następujących nie są homeomorficzne: koło, sfera, pierścień kołowy, powierzchnia torusa.
7. Żaden przedział jednostronnie domknięty nie jest homeomorficzny z żadnym przedziałem obustronnie otwartym ani obustronnie domkniętym.
Dowód. Przedział domknięty jest zwarty. Gdy przedział nie zawiera jednego ze swoich końców nie jest on zwarty, a więc nie może być homeomorficzny ze zbiorem zwartym, jakim jest przedział domknięty.

Uwaga:
Intuicyjnie można sprawdzić, czy dwie przestrzenie są homeomorficzne, próbując (lub wyobrażając sobie) deformować jedną figurę tak, by otrzymać drugą. Deformacje zachowują niezmienniki topologiczne, dlatego istnienie takiej deformacji jest jednoznaczne z istnieniem homeomorfizmu, a jej brak – z brakiem homeomorfizmu (zobacz animację u góry strony). Sferę można zdeformować w wielościan. Ale nie da się sfery zdeformować w torus.

## Zanurzenie homeomorficzne
Zanurzeniem homeomorficznym przestrzeni {\displaystyle X} w przestrzeń {\displaystyle Y} nazywa się homeomorfizm {\displaystyle f\colon X\to L\subseteq Y} przestrzeni {\displaystyle X} z podprzestrzenią {\displaystyle L} przestrzeni {\displaystyle Y.}
Jeśli istnieje zanurzenie homeomorficzne przestrzeni {\displaystyle X} w {\displaystyle Y,} to mówi się, że {\displaystyle X} jest {\displaystyle 'zanurzalna}' w {\displaystyle Y.}
Przykład:
Okrąg {\displaystyle \mathbb {S} ^{1}} (lub inną krzywą zamkniętą) można „zanurzyć” w dowolną powierzchnię 2-wymiarową poprzez rzutowanie go tak, by rzut był krzywą {\displaystyle \gamma } zamkniętą w postaci pojedynczej „pętli”. Taki rzut jest homeomorfizmem {\displaystyle f\colon \mathbb {S} ^{1}\to \gamma .}

## Sprzężenie topologiczne homeomorfizmów
Dwa homeomorfizmy {\displaystyle \varphi ,\;\psi \colon X\to X} nazywane są topologicznie sprzężonymi wtedy i tylko wtedy, gdy istnieje taki homeomorfizm {\displaystyle \varrho \colon X\to X,} że
{\displaystyle \varphi \circ \varrho =\varrho \circ \psi }

## Przykład – typy topologiczne
Zbiór liter i cyfr (0, 1, 2, 3, 4, 5, 6, 7, 8, 9, A, B, C, D, F, G, H, I, J, K, L, Ł, M, N, O, P, Q, R, S, T, U, V, W, X, Y, Z) stanowi rodzinę przestrzeni topologicznych; każda litera stanowi inną przestrzeń topologiczną. Zbiór ten można podzielić na podzbiory – typy topologiczne:
- 1, 2, 3, 5, 7, I, C, G, J, L, M, N, S, U, V, W, Z – 1 gałąź,
- E, F, T, Y – 3 gałęzie,
- Ł, X – 4 gałęzie,
- H – 5 gałęzi,
- O, D – 0 gałęzi, 1 pętla,
- 8 – 0 gałęzi, 2 pętle, 1 wierzchołek,
- B – 0 gałęzi, 2 pętle, 2 wierzchołki,
- P, Q, 6, 9 – 1 gałąź, 1 pętla,
- 4 – 2 gałęzie, 1 pętla, 1 wierzchołek,
- A, R – 2 gałęzie, 1 pętla, 2 wierzchołki.

Każdą z liter danego typu można przekształcić w inną literę tego samego typu przez odpowiednie wyginanie i wyciąganie, np. wyginając I uzyskamy C, G, J itd. Natomiast nie da się za pomocą takiego przekształcenia dokonać przejścia od I do E itd. Każda z operacji przekształcania jednej litery w inną w danym typie jest homeomorfizmem. Homeomorfizmy zachowują niezmienniki topologiczne – dlatego za ich pomocą otrzymuje się litery tego samego typu.
Uwaga: Litery i cyfry traktujemy tu jako krzywe jednowymiarowe – grafy. Gdyby traktować je jako wycinki powierzchni (np. wykonane z elastycznego materiału), to podział byłby inny, np. I dałoby się przekształcić w E przez odpowiednie rozciąganie. Wtedy mielibyśmy 3 typy topologiczne: litery mające 0 pętli, 1 lub 2 pętle.

## Literatura dodatkowa
- Kazimierz Kuratowski: Wstęp do teorii mnogości i topologii (wraz z dodatkiem Ryszarda Engelkinga Elementy topologii algebraicznej), wyd. siódme rozszerzone, Biblioteka Matematyczna. Tom 9. Państwowe Wydawnictwo Naukowe, Warszawa 1977.
- Ryszard Engelking: Topologia ogólna. Biblioteka Matematyczna. Tom 47. Państwowe Wydawnictwo Naukowe, Warszawa 1975.
- W. Kołodziej, Analiza matematyczna, PWN, Warszawa 2009.